# Elisabeth Kettenbach
Elisabeth Kettenbach (* 28. Januar 2001) ist eine deutsche Volleyballspielerin.

## Karriere
Kettenbach ist die jüngere Schwester von Veronika und Alexandra Kettenbach, die in der Bundesliga und Zweiten Liga Volleyball spielten. Sie begann ihre Karriere beim SV Lohhof. 2016 wurde die Sportlerin aus dem Landkreis München in die Jugendnationalmannschaft berufen. In der Saison 2017/18 spielte sie mit der Nachwuchsmannschaft VC Olympia Dresden in der Zweiten Bundesliga Süd. In diese Zeit fielen weitere Berufungen in DVV-Auswahlteams. Sowohl in der U18 als auch im nächst älteren Jahrgang kämpfte die gebürtige Oberbayerin für die deutschen Farben. Mit dem Team aus Sachsen gewann sie außerdem die deutsche Meisterschaft der unter Achtzehnjährigen. Anschließend wechselte die Zuspielerin zum Ligakonkurrenten Allgäu Team Sonthofen und war dort in einer Mannschaft mit ihren beiden Schwestern aktiv. In der Saison 2019/20 spielte sie wieder in Lohhof. 2020 wurde sie vom Bundesligisten NawaRo Straubing verpflichtet. 2022 wechselte Kettenbach zum Ligakonkurrenten VC Neuwied 77. Im ersten Spiel des Jahres bei der 0:3-Niederlage gegen den USC Münster wurde sie mit der MVP-Silbermedaille ausgezeichnet. 2024 wechselte Kettenbach zum ZweitligistenTV Planegg-Krailling, wo sie neben dem Gewinn des Meistertitels und Liga-MVPs auch den Spaß am Volleyball zurückgewann. Auch in der Saison 24/25 soll „Lisi“ beim TV in der 2. Liga Pro auflaufen.